# Khieu Thirith
Khieu Thirith, po ślubie Ieng Thirith (ur. 12 marca 1932, zm. 22 sierpnia 2015) – kambodżańska polityk, jedna z czołowych funkcjonariuszek reżimu Czerwonych Khmerów; siostra Khieu Ponnary.
Absolwentka liceum Sisowatha, studiowała literaturę angielską na Uniwersytecie Paryskim. Latem 1951 poślubiła, poznanego jeszcze w Phnom Penh Ienga Sary'ego. Po powrocie do kraju została nauczycielką w liceum Norodoma. Pracowała również dla radia Hanoi, zajmując się redakcją audycji w języku khmerskim.
W rządzie Demokratycznej Kampuczy pełniła funkcję ministra spraw socjalnych. Przewodniczyła również Komitetowi Czerwonego Krzyża. 12 listopada 2007 została aresztowana i oskarżona o zbrodnie przeciwko ludzkości. W sierpniu 2012 wyłączona z procesu z powodów zdrowotnych (demencja).